# 高红
高红（1967年11月27日—），已退役的中国女子足球运动员，司职门将。现担任足球教练，并在恒大足校担任竞训总监。她在1996年夏季奥林匹克运动会中，参加了女子足球比赛并获得银牌。她也参加了2000年夏季奥林匹克运动会女子足球比赛。